# Нангпайсоим (приток Ненсъюгана)
Нангпайсоим, Нангпайлор (устар. Нанг-Пай-Соим) — река в России, протекает по территории Ханты-Мансийского района Ханты-Мансийского автономного округа. Длина реки — 10 км.
Начинается в обильной болотами и озёрами местности, течёт в общем юго-восточном направлении, в верховьях среди болот, в среднем и нижнем течении в окружении леса. Устье реки находится в 136 км по правому берегу реки Ненсъюган.

## Данные водного реестра
По данным государственного водного реестра России относится к Верхнеобскому бассейновому округу, водохозяйственный участок реки — Обь от города Нефтеюганск до впадения реки Иртыш, речной подбассейн реки — Обь ниже Ваха до впадения Иртыша. Речной бассейн реки — (Верхняя) Обь до впадения Иртыша.
Код водного объекта — 13011100212115200051267.